# Hisashi Tsuchida
Hisashi Tsuchida (jap. 土田 尚史, Tsuchida Hisashi; * 1. Februar 1967 in Okayama) ist ein ehemaliger japanischer Fußballspieler.

## Karriere

### Verein
Tsuchida spielte in der Jugend für die Wirtschaftsuniversität Osaka. Er begann seine Karriere bei Mitsubishi Motors (heute: Urawa Red Diamonds), wo er von 1989 bis 2000 spielte. 2000 beendete er seine Spielerkarriere.

### Nationalmannschaft
Tsuchida wurde 1988 in den Kader der japanischen B-Fußballnationalmannschaft berufen und kam bei der Asienmeisterschaft 1988 zum Einsatz.